# Климент (Пападопулос)
Митрополит Кли́мент (греч. Μητροπολίτης Κλήμης, в миру Ки́риллос Пападо́пулос, греч. Κύριλλος Παπαδόπουλος; род. 1966, Драма) — архиерей старостильной ИПЦ Греции (Синод Хризостома); митрополит Ларисский и Платамонский (с 2022).
Тезоименитство — 25 ноября (8) декабря (память Климента Римского).

## Биография
Родился в 1966 году в городе Драма в Восточной Македонии, в Греции.
В 1989 году окончил богословский факультет Аристотелевского университета в Салониках, получив диплом summa cum laude (с отличием) и по окончании университета поступил в братство Монастыря святых Киприана и Иустины в местечке Фили, в Аттикее, где проявил себя как проповедник, священнослужитель и администратор. Навыки богословских знаний, проповедничества дали ему возможность организовать занятия богословскими дисциплинами не только для братии обители, но и для большинства священнослужителей, готовящихся к пастырской деятельности на приходах Оропосской и Филийской митрополии.
11 (24) декабря 1989 года митрополитом Киприаном (Куцумбасом) был рукоположён в сан диакона, а 29 декабря 1993 года — в сан священника.
7 (20) октября 2007 года был рукоположен в сан епископа Гардикийского, викария Оропосской и Филийской митрополии в юрисдикции Синода противостоящих. Был назначен Секретарём Синода Противостоящих.
18 марта 2014 года вместе со всеми членами Синода противостоящих вошёл в состав ИПЦ Греции (Синод Хризостома). Назначен администратором (locum tenens) Моравской епархии на территории Чехии, Словакии и Польши.
3 февраля 2022 года Священым синодом был избран митрополитом Ларисским и Платамонским. Интронизация состоялась 8 февраля 2022 года.
Является автором многочисленных богословских статей и исследований духовного и исторического содержания, многие из которых опубликованы, наряду с записями его проповедей.